# 31917 Lukashohne
31917 Lukashohne è un asteroide della fascia principale. Scoperto nel 2000, presenta un'orbita caratterizzata da un semiasse maggiore pari a 2,4044218 UA e da un'eccentricità di 0,1561355, inclinata di 0,48239° rispetto all'eclittica.